# Citymall Almere
Citymall Almere is een winkelcentrum in het stadshart van Almere. In het winkelcentrum staan ruim 85 winkels en 25 horecagelegenheden. De schouwburg en bibliotheek zijn ook gevestigd in het gebied. Het centrum is verkozen tot beste binnenstad van Nederland.

## Architectuur
In Citymall Almere staan enkele bekende en opmerkelijke bouwwerken:
- Citadel - Christian de Portzamparc
- Kunstlinie Almere Flevoland
- The Wave - René van Zuuk

## Prijzen
Het winkelcentrum heeft diverse (internationale) prijzen gewonnen:
- 2007 - Neprom Award
- 2008 - ICSC Europe ReStore Distinction Award
- 2008 - E SPA European Standard Parking Award
- 2008 - ICSC Global MERIT Award